# Harry Chambers
Harry Chambers, né le 17 décembre 1896 à Willington Quay (Angleterre), mort le 29 juin 1949 à Shrewsbury (Angleterre), était un footballeur anglais, qui évoluait au poste d'attaquant à Liverpool et en équipe d'Angleterre.
Chambers a marqué cinq buts lors de ses huit sélections avec l'équipe d'Angleterre entre 1921 et 1923.

## Carrière
- 1915-1928 :  Liverpool
- 1928-1929 :  West Bromwich Albion
- 1929-1933 :  Oakengates Town
- 1933-1934 :  Hereford United

## Palmarès

### En équipe nationale
- 8 sélections et 5 buts avec l'équipe d'Angleterre entre 1921 et 1923

### Avec Liverpool
- Vainqueur du Championnat d'Angleterre de football en 1922 et 1923